# Škoda 03T
Škoda 03 T (продається як Škoda Astra, пізніше Škoda Anitra ( Asynchronní nízkopodlažní tramvaj ; Асинхронний низькопідлоговий трамвай)) — трисекційний низькопідлоговий трамвай, розроблений Škoda Transportation та Inekon Group. 
Дизайн був представлений в 1996 році 
, 
а перший вагон був завершений в 1998 році. 
Спільне підприємство між Škoda та Inekon було скасовано у 2001 році, після чого Škoda продовжила продавати «03T», тоді як Inekon уклала нове партнерство з DPO (Dopravní podnik Ostrava, міська транспортна компанія Острави),  
відомий як DPO Inekon, а у 2002 році почав продавати майже ідентичну версію Astra під назвою Inekon 01 Trio. 

03 T є односпрямованим і має 50% низької підлоги.
Передня і задня секції, під якими розміщені колеса, мають високу підлогу; середня частина, між ними, має низьку підлогу.
Деякі інші трамваї Škoda, такі як 05T і 10 T, мають за прототип Astra.

## Використання
| Місто           | Рік       | Доставлено | В дії | Нумерація | Примітки |
| --------------- | --------- | ---------- | ----- | --------- | --- |
| Брно            | 2003–2006 | 17         | 17    | 1805–1821 | |
| Мост — Літвінов | 2001–2002 | 2          | 1     | 201, 202  | |
| Оломоуць        | 1999      | 4          | 4     | 201-204   | |
| Острава         | 1998–2001 | 14         | 14    | 1201–1214 | |
| Пльзень         | 1998–2000 | 11         | немає | 300-310   | Nr. 300 виведено з експлуатації у січні 2006 року після аварії, решта рухомого складу виведено до 2021 року |
| РАЗОМ           | РАЗОМ     | 48         | 47    |           | |